# System V
System V was een commerciële versie van het besturingssysteem Unix, oorspronkelijk ontwikkeld door AT&T.
De eerste versie van System V verscheen in 1983, als opvolger van System III (System IV is nooit uitgegeven).
Gedurende de jaren 80 waren er twee belangrijke stromen in de Unix-wereld: System V en BSD. In System V Release 4 (SVR4, 1990) werden deze twee stromen gecombineerd. Ook werden elementen uit Xenix en SunOS ingevoegd. Sun Microsystems was ook betrokken bij de ontwikkeling van SVR4, en baseerde hierop Solaris.
In 1993 werden de rechten op System V gekocht door Novell, die het systeem voortaan uitgaf onder de naam UnixWare. In 1995 verkocht Novell alle rechten op Unix door aan Santa Cruz Operation.